# Luciano Erba
Luciano Erba  (* 18. September 1922 in Mailand; † 3. August 2010 ebenda) war ein italienischer Lyriker, Französist  und Übersetzer.

## Leben und Werk
Erba studierte an der Università Cattolica del Sacro Cuore in Mailand. 1943 ging er in die Schweiz und 1947 nach Paris. 1950 kehrte er nach Mailand zurück und war von 1955 bis 1963 Dozent für französische Literatur an der Katholischen Universität. Von 1963 bis 1966 hielt er sich in den Vereinigten Staaten auf. Dann lehrte er an verschiedenen italienischen Universitäten, zuletzt von 1985 bis 1997 als ordentlicher Professor an der Katholischen Universität. Erba veröffentlichte  ab 1951 zahlreiche Lyrikbände, die z. T in mehrere Sprachen übersetzt wurden. Er erhielt mehrere Lyrikpreise, darunter den Antonio-Feltrinelli-Preis.

## Schriften

### Romanistik
- (Hrsg. mit Piero Chiara) Quarta generazione. La giovane poesia (1945–1954), Varese 1954, 2014
- L'Incidenza della magia nell'opera di Cyrano de Bergerac, Mailand 1959
- (Hrsg.) Cyrano de Bergerac, Lettres, Mailand 1965, 1975
  - (Hrsg.) Cyrano de Bergerac, Œuvres complètes 2. Lettres. Entretiens pointus, Paris  2001
- Magia e invenzione. Note e ricerche su Cyrano de Bergerac e altri autori del primo Seicento francese, Mailand 1967, 2000
- Huysmans e la liturgia e alcune note di letteratura francese contemporanea, Bari 1971

### Eigene Lyrik (Auswahl)
- Lo svagato. Gedichte  = Die Verträumten. Aus dem Italienischen übertragen von Gio Batta Bucciol, Tübingen 1986
- Im Land der Mitte und andere Gedichte = Nella terra di mezzo ed altre poesie. Übersetzt und hrsg. von Gio Batta Bucciol und Karl Heinz Fingerhut, Tübingen 2002
- Si passano le stagioni. Una scelta personale di autografi e inediti, Novara 2002
- Poesie 1951–2001, hrsg. von Stefano Prandi, Mailand 2002
- Poesie e immagini, Mailand 2007
- I miei poeti tradotti. Testi originali e traduzioni, hrsg. von Franco Buffoni, Novara 2014 (Blaise Cendrars, Paul Claudel, Jean de Sponde, André Frénaud, Théophile Gautier, Thom Gunn, Victor Hugo, Max Jacob, Antonio Machado, Henri Michaux, Pablo Neruda, Francis Ponge, Jean Racine, Pierre Reverdy,  Georges Rodenbach, Marc-Antoine Girard de Saint-Amant (1594–1661), May Swenson (1913–1989) und François Villon)